# Elsie Fisher
Elsie Kate Fisher (Riverside, California; 3 de abril de 2003) es una actriz estadounidense. Es más conocida por su papel protagónico en la película de comedia dramática Eighth Grade (2018), por la que obtuvo una nominación al Globo de Oro a la mejor actriz - Comedia o musical. Fisher también ha dado voz a personajes animados como Agnes en Despicable Me (2010) y Despicable Me 2 (2013), Masha en Masha and the Bear (2009-2012) y Parker Needler en The Addams Family (2019).

## Biografía
Elsie Kate Fisher nació en Riverside, California, el 3 de abril de 2003.

### Carrera
Fisher comenzó su carrera a los seis años, apareciendo en un episodio de 2009 de la serie de drama sobrenatural de NBC Medium. De 2009 a 2012, prestó su voz para el papel principal del doblaje en inglés de la serie animada infantil rusa Masha and the Bear. Fisher ganó más reconocimiento por interpretar a Agnes en la película de comedia animada Despicable Me (2010) y su secuela Despicable Me 2 (2013). Sin embargo, no participó en la tercera película de la serie. Fisher apareció en un papel secundario en la película de drama deportivo McFarland, USA, que se estrenó en febrero de 2015. Había aparecido en más de dieciséis comerciales nacionales en marzo de 2016.
En 2018, Fisher recibió elogios de la crítica por su interpretación de Kayla Day, una adolescente con problemas sociales en la película de comedia dramática Eighth Grade, el debut como director del comediante Bo Burnham. Por su actuación, Fisher ganó numerosos elogios, incluida una nominación al Globo de Oro a la mejor actriz - Comedia o musical. Luego pasó a interpretar la voz de Parker Needler en la película animada de comedia oscura The Addams Family en 2019. Ese mismo año, apareció en un papel principal de la segunda temporada de la serie de terror de antología de Hulu Castle Rock.
En 2022 interpretó a Katie en la tercera temporada de la serie de comedia negra de HBO Barry.

## Vida personal
Fisher usa cualquier pronombre.

## Filmografía

### Cine
| Año  | Título                          | Papel                | Notas            | Ref.   |
| ---- | ------------------------------- | -------------------- | ---------------- | ------ |
| 2010 | Despicable Me                   | Agnes (voz)          |                  | [ 5 ]  |
| 2010 | Dirty Girl                      | Tiffany Briggs       |                  | [ 2 ]  |
| 2010 | Home Makeover                   | Agnes (voz)          | Cortometraje     | [ 5 ]  |
| 2012 | Peter at the End                | Elsie                | Cortometraje     |        |
| 2013 | Despicable Me 2                 | Agnes (voz)          |                  | [ 5 ]  |
| 2013 | My Friend Robot                 | Charlie              | Cortometraje     |        |
| 2013 | Bad Behavior                    | Grace                |                  | [ 2 ]  |
| 2013 | Vertical                        | Ashley Stewart       |                  | [ 2 ]  |
| 2013 | Travelers                       | Libby                | Cortometraje     |        |
| 2013 | Training Wheels                 | Agnes (voz)          | Cortometraje     |        |
| 2014 | Gutshot Straight                | Stephanie            |                  |        |
| 2015 | McFarland, USA                  | Jamie White          |                  | [ 8 ]  |
| 2016 | The Axe Murders of Villisca     | Ina                  |                  |        |
| 2017 | Scales: A Mermaids Tale         | Hayden               |                  |        |
| 2018 | Eighth Grade                    | Kayla Day            |                  | [ 9 ]  |
| 2019 | The Addams Family               | Parker Needler (voz) |                  | [ 10 ] |
| 2022 | Texas Chainsaw Massacre         | Lila                 | Largometraje     | [ 11 ] |
| 2022 | My Best Friend's Exorcism       | Abby                 | Largometraje     | [ 12 ] |
| 2023 | Memoria                         | Sara                 | Largometraje     |        |
| 2024 | Christmas Eve in Miller's Point | Lynn                 | Largometraje     | [ 13 ] |
| TBA  | Latchkey Kids                   | TBA                  | En posproducción |        |

### Televisión
| Año       | Título             | Papel                    | Notas                            | Ref.   |
| --------- | ------------------ | ------------------------ | -------------------------------- | ------ |
| 2009      | Medium             | Bridgette DuBois (joven) | Episodio: «Then and Again»       | [ 2 ]  |
| 2009-2012 | Masha and the Bear | Masha (voz)              | 26 episodios                     | [ 14 ] |
| 2011      | Mike & Molly       | Princesa de hadas        | Episodio: «Happy Halloween»      | [ 2 ]  |
| 2013      | Raising Hope       | Susie                    | 2 episodios                      | [ 2 ]  |
| 2013      | Sofia the First    | Hija del leñador         | Episodio: «Holiday in Enchancia» | [ 2 ]  |
| 2019      | Castle Rock        | Joy Wilkes               | 10 episodios                     | [ 15 ] |
| 2020      | Day by Day         | Ruby (voz)               | Episodio: «Relocation»           | [ 16 ] |
| 2022      | Barry              | Katie                    |                                  |        |

## Premios y nominaciones
| Año  | Premio | Trabajo nominado | Resultado | Ref.   |
| ---- | --- | ---------------- | --------- | ------ |
| 2018 | Premio de la Alianza de Mujeres Periodistas Cinematográficas a la Mejor Actuación Revelación               | Eighth Grade     | Nominada  | [ 17 ] |
| 2018 | Premio de la Asociación de Críticos de Cine de Austin a la mejor actriz                                    | Eighth Grade     | Nominada  | [ 18 ] |
| 2018 | Premio de la Asociación de Críticos de Cine de Austin a Artista Revelación                                 | Eighth Grade     | Nominada  | [ 19 ] |
| 2018 | Premio honorífico especial de la Asociación de Críticos de Cine de Austin (con Bo Burnham & Josh Hamilton) | Eighth Grade     | Ganadora  | [ 18 ] |
| 2018 | Premio de la Asociación de Críticos de Cine de Chicago al intérprete más prometedor                        | Eighth Grade     | Ganadora  | [ 20 ] |
| 2018 | Premio Critics' Choice Movie Award a la mejor actriz de comedia                                            | Eighth Grade     | Nominada  | [ 21 ] |
| 2018 | Premio Critics' Choice Movie Award al Mejor actor/actriz joven                                             | Eighth Grade     | Ganadora  | [ 21 ] |
| 2018 | Premio de la Sociedad de Críticos de Cine de Detroit a la mejor actriz                                     | Eighth Grade     | Nominada  | [ 22 ] |
| 2018 | Premio de la Sociedad de Críticos de Cine de Detroit al avance                                             | Eighth Grade     | Nominada  | [ 22 ] |
| 2018 | Premio del Círculo de Críticos de Cine de Florida por Breakout                                             | Eighth Grade     | Ganadora  | [ 23 ] |
| 2018 | Premio de la Asociación de Críticos de Cine de Georgia a la mejor actriz                                   | Eighth Grade     | Nominada  | [ 24 ] |
| 2018 | Premio de la Asociación de Críticos de Cine de Georgia por Avance                                          | Eighth Grade     | Ganadora  | [ 24 ] |
| 2018 | Globo de Oro a la mejor actriz - Comedia o musical                                                         | Eighth Grade     | Nominada  | [ 25 ] |
| 2018 | Premio Gotham de Cine Independiente a Actor Revelación                                                     | Eighth Grade     | Ganadora  | [ 26 ] |
| 2018 | Premio Independent Spirit a la mejor protagonista femenina                                                 | Eighth Grade     | Nominada  | [ 27 ] |
| 2018 | Premio en línea de los críticos de cine de Nueva York al intérprete innovador                              | Eighth Grade     | Ganadora  | [ 28 ] |
| 2018 | Premio de la Sociedad de Críticos de Cine de San Diego a la mejor actriz                                   | Eighth Grade     | Nominada  | [ 29 ] |
| 2018 | Premio de la Sociedad de Críticos de Cine de San Diego al Mejor Artista Revelación                         | Eighth Grade     | Nominada  | [ 29 ] |
| 2018 | Premio Satellite a la Mejor actriz - Película, comedia o musical                                           | Eighth Grade     | Nominada  | [ 30 ] |
| 2018 | Sociedad de Críticos de Cine de Seattle a la Mejor Actuación Juvenil                                       | Eighth Grade     | Nominada  | [ 31 ] |
| 2018 | Festival Internacional de Cine de Seattle a la mejor actriz                                                | Eighth Grade     | Ganadora  | [ 32 ] |
| 2018 | Premio de la Asociación de Críticos de Cine del Área de Washington D. C. a la Mejor Actuación Revelación   | Eighth Grade     | Ganadora  | [ 33 ] |
| 2018 | Premio Women Film Critics Circle a la mejor actriz joven                                                   | Eighth Grade     | Ganadora  | [ 34 ] |